# Acacia juncifolia
Acacia juncifolia är en ärtväxtart som beskrevs av George Bentham. Acacia juncifolia ingår i släktet akacior, och familjen ärtväxter.

## Underarter
Arten delas in i följande underarter:
- A. j. juncifolia
- A. j. serpentinicola